# Алондра-Парк (Каліфорнія)
Алондра-Парк (англ. Alondra Park) — переписна місцевість (CDP) в США, в окрузі Лос-Анджелес штату Каліфорнія. Населення — 8569 осіб (2020).

## Географія
Алондра-Парк розташована за координатами 33°53′23″ пн. ш. 118°20′8″ зх. д. / 33.88972° пн. ш. 118.33556° зх. д. (33.889678, -118.335541).  За даними Бюро перепису населення США в 2010 році переписна місцевість мала площу 2,96 км², з яких 2,87 км² — суходіл та 0,09 км² — водойми.

## Демографія
Згідно з переписом 2010 року, у переписній місцевості мешкали 8592 особи в 2719 домогосподарствах у складі 2048 родин. Густота населення становила 2903 особи/км².  Було 2818 помешкань (952/км²).
Расовий склад населення:
| - 43,2 % — білих - 16,2 % — азіатів - 9,4 % — чорних або афроамериканців - 0,6 % — вихідців з тихоокеанських островів - 0,4 % — корінних американців - 25,2 % — осіб інших рас |

До двох чи більше рас належало 5,0 %. Частка іспаномовних становила 50,1 % від усіх жителів.
За віковим діапазоном населення розподілялося таким чином: 27,1 % — особи молодші 18 років, 63,9 % — особи у віці 18—64 років, 9,0 % — особи у віці 65 років та старші. Медіана віку мешканця становила 33,7 року. На 100 осіб жіночої статі у переписній місцевості припадало 97,7 чоловіків;  на 100 жінок у віці від 18 років та старших — 95,4 чоловіків також старших 18 років.
Середній дохід на одне домашнє господарство  становив 68 690 доларів США (медіана — 56 631), а середній дохід на одну сім'ю — 77 231 долар (медіана — 64 395). Медіана доходів становила 41 150 доларів для чоловіків та 54 545 доларів для жінок. За межею бідності перебувало 23,2 % осіб, у тому числі 38,0 % дітей у віці до 18 років та 11,8 % осіб у віці 65 років та старших.
Цивільне працевлаштоване населення становило 3411 осіб. Основні галузі зайнятості: освіта, охорона здоров'я та соціальна допомога — 20,2 %, роздрібна торгівля — 15,5 %, виробництво — 14,9 %.